# Mohnhausen
Mohnhausen ist ein Ortsteil der Gemeinde Haina (Kloster) im nordhessischen Landkreis Waldeck-Frankenberg.

## Geographie
Der Ort befindet sich im westlichen Teil der Gemeinde in der am Nordostrand des Burgwaldes gelegenen Buntstruth. Er wird vom Struthbach durchflossen, einem Zufluss der Schweinfe, die wiederum in die Wohra mündet. Durch Mohnhausen verläuft die Landesstraße 3073, die Gemünden mit Frankenberg verbindet. Nachbarorte sind Römershausen im Nordwesten, Bockendorf im Südosten und Oberholzhausen im Südwesten.

## Geschichte

### Ortsgeschichte

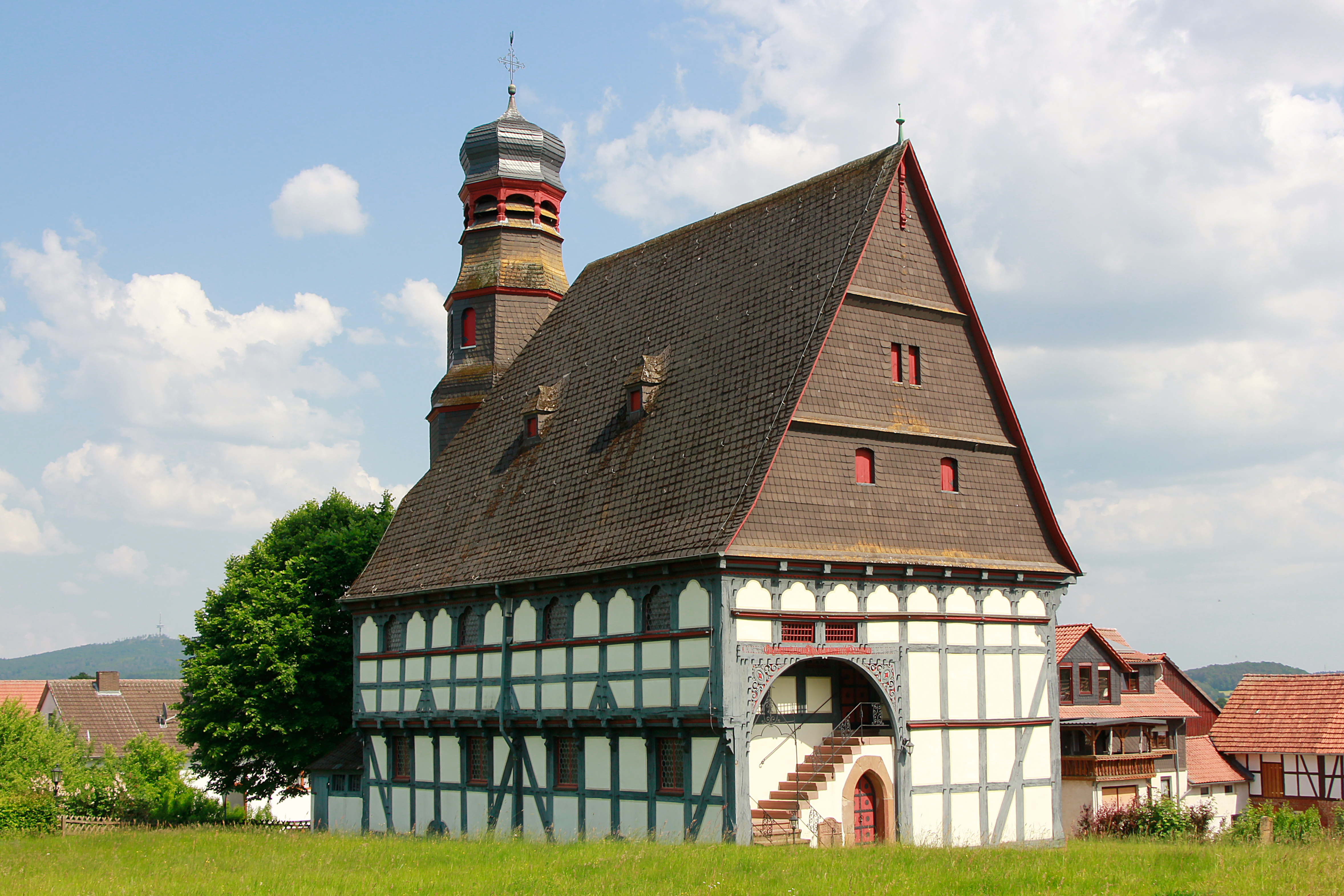
Fachwerkkirche in Mohnhausen

Die älteste bekannte schriftliche Erwähnung von Mohnhausen erfolgte im Jahr 1215 unter dem Namen Manehusen in einer Urkunde des Klosters Haina.
Um das Jahr 1230 werden Hufen, in dem als wüst bezeichneten Ort, an Einwohner des benachbarten Dorfes Halgehausen vergeben. Seit dem 15. Jahrhundert scheint der Ort wieder besiedelt zu sein.
1583 wurde eine Kapelle im Dorf errichtet, die 1887 zuletzt renoviert wurde. Nachdem diese den Ansprüchen der Kirchengemeinde nicht mehr genügte, wurde sie 1911 durch einen größeren Neubau als Fachwerkkirche im historistischen Baustil ersetzt.
Der vor dem Ersten Weltkrieg begonnene Bahnbau und der damit mögliche Anschluss an die große Eisenbahnwelt mit der in diesem Zuge verlängerten Kellerwaldbahn fand mit dem Ende des verlorenen Krieges sein jähes Ende.
Hessische Gebietsreform (1970–1977)
Im Zuge der Gebietsreform in Hessen wurde die damals selbstständige Gemeinde Mohnhausen zum 1. Juli 1971, freiwillig mit fünf weiteren Gemeinden, in die Gemeinde Haina/Kloster (damalige Schreibweise) als Ortsteil eingegliedert.
Für Mohnhausen wurde wie für die übrigen Ortsteile von Haina (Kloster) ein Ortsbezirk mit Ortsbeirat und Ortsvorsteher nach der Hessischen Gemeindeordnung eingerichtet. Als Verwaltungssitz wurde der Ortsteil Haina/Kloster bestimmt.

### Bevölkerung
Einwohnerstruktur 2011
Nach den Erhebungen des Zensus 2011 lebten am Stichtag dem 9. Mai 2011 in Mohnhausen 54 Einwohner. Darunter waren keine Ausländer.
Nach dem Lebensalter waren 12 Einwohner unter 18 Jahren, 18 waren zwischen 18 und 49, 12 zwischen 50 und 64 und 12 Einwohner waren älter.
Die Einwohner lebten in 24 Haushalten. Davon waren 6 Singlehaushalte, 6 Paare ohne Kinder und 9 Paare mit Kindern, sowie 3 Alleinerziehende und keine Wohngemeinschaften. In 6 Haushalten lebten ausschließlich Senioren und in 15 Haushaltungen leben keine Senioren.
Einwohnerentwicklung
 Quelle: Historisches Ortslexikon
- um 1530: 6 wehrhafte, 3 unwehrhafte Männer
- 1577: 12 Hausgesesse
- 1747: 10 Haushaltungen

| Mohnhausen: Einwohnerzahlen von 1834 bis 2019 | Mohnhausen: Einwohnerzahlen von 1834 bis 2019 | Mohnhausen: Einwohnerzahlen von 1834 bis 2019 | Mohnhausen: Einwohnerzahlen von 1834 bis 2019 | Mohnhausen: Einwohnerzahlen von 1834 bis 2019 |
| --- | --------------------------------------------- | --------------------------------------------- | --------------------------------------------- | --------------------------------------------- |
| Jahr |                                               |                                               |                                               | Einwohner                                     |
| 1834 | 1834                                          |                                               | 129                                           | 129                                           |
| 1840 | 1840                                          |                                               | 111                                           | 111                                           |
| 1846 | 1846                                          |                                               | 125                                           | 125                                           |
| 1852 | 1852                                          |                                               | 112                                           | 112                                           |
| 1858 | 1858                                          |                                               | 102                                           | 102                                           |
| 1864 | 1864                                          |                                               | 107                                           | 107                                           |
| 1871 | 1871                                          |                                               | 109                                           | 109                                           |
| 1875 | 1875                                          |                                               | 103                                           | 103                                           |
| 1885 | 1885                                          |                                               | 115                                           | 115                                           |
| 1895 | 1895                                          |                                               | 114                                           | 114                                           |
| 1905 | 1905                                          |                                               | 110                                           | 110                                           |
| 1910 | 1910                                          |                                               | 111                                           | 111                                           |
| 1925 | 1925                                          |                                               | 99                                            | 99                                            |
| 1939 | 1939                                          |                                               | 90                                            | 90                                            |
| 1946 | 1946                                          |                                               | 138                                           | 138                                           |
| 1950 | 1950                                          |                                               | 130                                           | 130                                           |
| 1956 | 1956                                          |                                               | 94                                            | 94                                            |
| 1961 | 1961                                          |                                               | 86                                            | 86                                            |
| 1967 | 1967                                          |                                               | 80                                            | 80                                            |
| 1980 | 1980                                          |                                               | ?                                             | ?                                             |
| 1990 | 1990                                          |                                               | ?                                             | ?                                             |
| 2000 | 2000                                          |                                               | ?                                             | ?                                             |
| 2011 | 2011                                          |                                               | 54                                            | 54                                            |
| 2019 | 2019                                          |                                               | 49                                            | 49                                            |
| Datenquelle: Historisches Gemeindeverzeichnis für Hessen: Die Bevölkerung der Gemeinden 1834 bis 1967. Wiesbaden: Hessisches Statistisches Landesamt, 1968. Weitere Quellen: LAGIS; Gemeinde Haina (Kloster); Zensus 2011 |                                               |                                               |                                               |                                               |

Religionszugehörigkeit
| • 1895: | 115 evangelische (= 100 %) Einwohner |
| • 1961: | 86 evangelische (= 100 %) Einwohner  |

## Kultur und Infrastruktur
Im Ort gibt es ein Dorfgemeinschaftshaus.

## Persönlichkeiten
- Peter Mütze (1887–1958), Bauingenieur
- Heinrich Dersch (1889–1967), Maler